# Амвон
Амвон (на гръцки: άμβων – възвишение) е термин в сакралната (църковна) архитектура, обозначаващ едно издигнато място – най-високото място в храмовото пространство, разположено в близост до солея в северната част на храма.
Амвонът символизира хълма, от който Христос произнася проповедта за блажените (Евангелие на Матея, 5, 3 – 12), а според св. Герман – надгробния камък, от който ангелът възвестил, че Христос е възкръснал от мъртвите.
В древнохристиянските храмове от това издигнато място се четяло Светото Писание, произнасяли се проповедите и се пеели псалми. На амвона имат право да застават свещениците и дяконите, които четат Евангелието. Освен тях, макар и по-рядко, могат да застават иподяконите и четците. Обикновените вярващи нямат право да стоят на амвона.
Първоначално амвонът представлява издигната площадка, заобиколена от парапет. След IV век амвонът става част от храмовия интериор, издигайки се като малка кула. Мястото му е в северната част на централния кораб, но понякога е бил поставян и в средата. Бива закрепван и на една от вътрешните колони на трикорабния наос, като достъпът до него е по стръмна вита стълба. Върху парапета има поставка за Светото Евангелие. Неудобствата при изкачването по стълбата с тежките тържествените одежди водят до промени на мястото за произнасяне на проповедта и днес то обикновено е на солея, пред иконостаса или върху издигната платформа в северната част на наоса. Амвонът все така остава един от пространствените елементи на наоса.

## В православните църкви
В православието амвонът се намира в централния кораб на християнските храмове. До XVII век се използва амвон от т.нар. византийски тип. След това се появява и архиерейски тип.

## В католическите църкви
Амвонът в западните църкви първоначално не се различава от византийския модел. През XI век тук се появяват двойни амвони, разположени от двете страни на храма и изпълняващи различни функции. Разположеният в южната страна на църквата се използва за четене и разяснение на Евангелиета, а намиращият се отляво – за четене на деянията на апостолите и други свещени писания.
Тези амвони играят важна роля при украсяването на църквите. Често те са пищно изрисувани и включват мозайка и резба. В католическите и протестантски църкви амвонът постепенно е заменен от катедра.